# Луцька українська гімназія

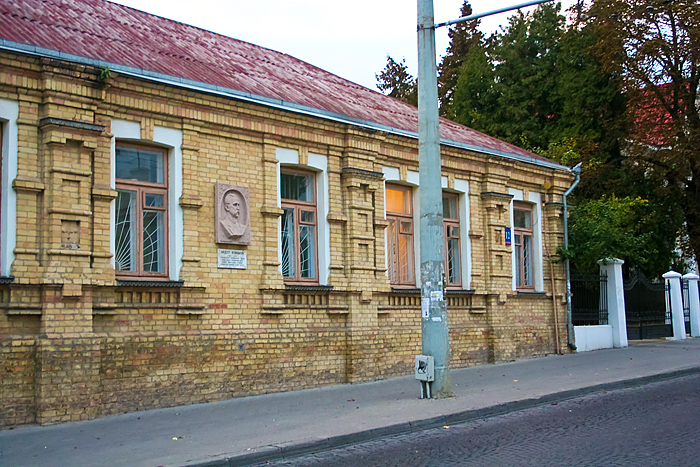
Одне з приміщень ЛУГ на вул. Б.Хмельницького

Луцька українська гімназія (ЛУГ) — середній навчальний заклад, який діяв у Луцьку в 1895—1939 роках. У 1920-х роках стала центром національного культурно-освітнього життя краю.
Спершу, за польської влади, гімназія була чоловічою і польськомовною. Впровадження викладання українською відбулося у 20-х роках XX ст.
У гімназії у різні роки працювали Іван Власовський (директор з 1918 р. до 1926 р), Рафаїл  Шкляр (виконував обов'язки директора у 1926—1929 рр.), Модест Левицький, Володимир Федоренко, Олександр Левчанівський, Борис Білецький (директор у 1929—1939 рр.), Микола Миронов, Прокл Бичковський. Короткий час як вчитель-початківець — Ярослав Галан (викладав польську мову).
1939 року Луцьку українську гімназію ім. Лесі Українки як «розсадник українського націоналізму» закрила більшовицька влада. Почалися переслідування та арешти викладачів та учнів гімназії. Зокрема Б. Білецького ув'язнили, а майно конфіскували.